# Crocallis rjabovi
Crocallis rjabovi är en fjärilsart som beskrevs av Eugen Wehrli 1936. Crocallis rjabovi ingår i släktet Crocallis och familjen mätare. Inga underarter finns listade i Catalogue of Life.